# Hydrovatus imitator
Hydrovatus imitator är en skalbaggsart som beskrevs av Olof Biström 1997. Hydrovatus imitator ingår i släktet Hydrovatus och familjen dykare. Inga underarter finns listade i Catalogue of Life.